# Nymphon tanypalpes
Nymphon tanypalpes is een zeespin uit de familie Nymphonidae. De soort behoort tot het geslacht Nymphon. Nymphon tanypalpes werd in 1988 voor het eerst wetenschappelijk beschreven door Child. 